# Tachyoryctes ankoliae
Tachyoryctes ankoliae es una especie de roedor de la familia Spalacidae.

## Distribución geográfica
Se encuentra en Angola y Uganda.

## Hábitat
Su hábitat natural son: sabanas húmedas y tierras de cultivo.